# Xanca de Snethlage
La xanca de Snethlage (Hylopezus paraensis) és una espècie d'ocell de la família dels gral·làrids (Grallariidae).

## Hàbitat i distribució
Habita el terra de la selva pluvial, a les terres baixes de l'oest i sud de l'Amazònia de Brasil.

## Taxonomia
Considerat sovint coespecífic amb la xanca maculada (H. macularius) recents estudis han motivat que alguns autors la consideren una espècie de ple dret.